# مورکوت (شهرستان نوکت)
مورکوت (به قرقیزی: Муркут، مۇرقۇت) یک روستا در قرقیزستان است که در شهرستان نوکت واقع شده‌است. مورکوت ۳٬۳۵۲ نفر جمعیت دارد و ۱٬۰۳۵ متر بالاتر از سطح دریا واقع شده‌است.